# László Fazekas
László Fazekas (ur. 15 października 1947 w Budapeszcie) – węgierski piłkarz występujący na pozycji napastnika oraz trener.

## Osiągnięcia

### Klub
- Újpest FC
- Węgierska Liga (9): 1969, 1970, 1970-71, 1971-72, 1972-73, 1973-74, 1974-75, 1977-78, 1978-79
- Puchar Węgier (3): 1969, 1970, 1975